# LaCoya
LaCoya是台灣百和工業的紡織品品牌，LaCoya來自法文意思中「炭的紡織」。2003年，台灣百和與工研院合作開發竹炭產品，並將所開發的奈米竹炭紗命名為「黑絲絨」，是台灣第一個取得台灣優良農產品證明標章認證的原料紗線。2005年，台灣百和建立「LaCoya」作為竹炭產品的獨立品牌。
LaCoya的產品包括外衣、內衣、寢具、生活用品綜合類及護具用品。

## 歷史
921大地震後，工研院為幫助災區重建，開始研發竹炭製作，並將技術轉移給當地農民。台灣百和在此時加入竹炭產品的應用研發，將保特瓶抽紗技術改良後，應用在竹炭上，生產出竹炭紗，並將之設計成多種成品。2003年在國內外取得「竹炭高科技製纖技術專利證明」，也是全球第一家取得此項證明的品牌，此項技術也獲得農委會台灣優良農產品證明標章。
台灣百和原以提供紡織原料給下游紡織製品公司，為避竹其竹炭製品與其合作廠商產生排擠效應，台灣百和以本身原有的知名度，將自有產品引進市場，2005年其竹炭產品以「LaCoya」命名，成為獨立品牌，和母公司台灣百和作出業務區分，同年在日本愛知博覽會發表。行銷方向以樂活為概念，主打重視養生族群。2006年開始在全台設立加盟直營店，初期以媒體和專營店為行銷方式和通路，打開知名度後，再進駐百貨公司設櫃，除實體店面外，也發展網路購物通路。2008年開始進入並拓展中國華東市場，在上海、杭州成立旗艦店，並以百貨公司專櫃為主要發展據點。同年在日本成立分公司。

## 產品與製作
Lacoya 的竹炭產品原料來自台灣四年生孟宗竹，以土窯進行無氧炭化過程所生產的竹炭製成。竹炭經切碎、微米研磨、竹炭色母粒製成、與聚脂融熔製成短纖抽紗、將原棉紡紗後製成各種產品。內外皆被竹炭粒完整包覆的竹炭纖維，可經過上千次洗滌仍保有竹炭紅外線功能，也能發揮竹炭原有抗菌、除臭的功能。主要素材有黑絲絨竹炭紗、黑絲絨竹炭纖維、黑絲絨竹炭短纖維、黑絲絨竹炭十字紗、黑絲絨竹炭中空纖維、竹炭記憶矽膠。
黑絲絨竹炭紗主要用作一般服飾、帽子、圍巾、毛巾的素材，中空率達30%以上的黑絲絨竹炭纖維用在強調保暖的外套、雪衣和運動護具。黑絲絨竹炭短纖維配合特殊織法，用作拖鞋、襪子等強調排汗功能的製品上。
以寢具為目所開發出來的素材包括黑絲絨竹炭中空纖維和竹炭記憶矽膠。
紡織產業綜合研究所針對百和竹炭針織布、竹炭平織布、竹炭短纖紗針織布、竹炭被、竹炭睡袋、護具分別進行消臭、保溫、抑菌、血流量變化、增溫、血流生理等測試，竹炭產品皆比一般產品有較高的效果和變化率。

## 得獎、參展記錄
- 2007年：宜蘭綠色博覽會
- 2007年榮獲「第四屆台灣優良品牌」[4]

## 外部連結
- LaCoya